# Service de recherche du Congrès
Pour les articles homonymes, voir CRS.
Le Service de recherche du Congrès (Congressional Research Service : CRS) est une agence fédérale américaine dépendant du Congrès des États-Unis. Souvent surnommé le « think tank du Congrès », il fait de la recherche sur les politiques publiques. En tant qu'agence de la branche législative du gouvernement fédéral américain, comme la bibliothèque du Congrès, le CRS travaille exclusivement et directement pour les membres du Congrès, leurs comités et leur personnel de manière non partisane et confidentielle.
Il comprend environ 700 personnes dont des juristes, des économistes, des bibliographes, des scientifiques et des spécialistes en sciences humaines. En 2007, il disposait d'un budget alloué par le Congrès d'environ 100 millions de USD plus quelques dons de fondations pour environ 129 000 USD.
Le CRS peut être aidé par deux autres agences du Congrès. Premièrement, le bureau du budget du Congrès (Congressional Budget Office) qui fournit des informations au Congrès sur les questions budgétaires, la fiscalité et des analyses sur les politiques budgétaires, les options possibles, leurs coûts et leurs effets. Deuxièmement, le bureau de comptabilité gouvernementale (Government Accountability Office)  qui assiste le Congrès pour superviser et contrôler les activités gouvernementales en conduisant des audits indépendants, des enquêtes et des évaluations des programmes fédéraux. Collectivement, ces trois agences emploient plus de 4 000 personnes.
Les rapports du CRS sont considérés comme étant des rapports de haut niveau, pointus et objectifs, mais en tant que sujet politique, ils n'étaient pas rendus directement accessibles au public. Il y eut cependant plusieurs tentatives de projet de loi pour rendre ces rapports disponibles en ligne. Pour se les procurer, un particulier devait faire une demande auprès de son représentant ou son sénateur, l'acheter à des revendeurs privées ou le rechercher, pour certains documents rendus publics, dans différentes archives en ligne.
En 2018, le Congrès a passé une loi pour mettre fin à cet état de fait et pour rendre accessible les rapports produits par le CRS. Ils sont désormais consultables en ligne sur le site officiel du Service de recherche du Congrès.